# Thorleif Schjelderup-Ebbe

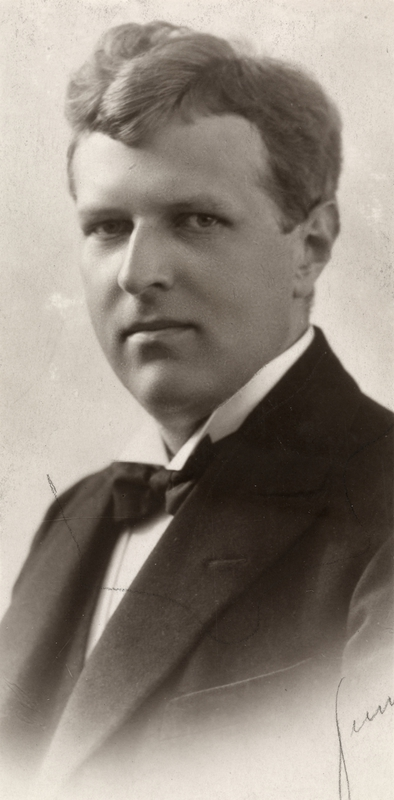
Thorleif Schjelderup-Ebbe, porträtt från Oslo museum, 1930.

Thorleif Schjelderup-Ebbe, född 12 november 1894 i Kristiania (nuvarande Oslo), död där 8 juni 1976, var en norsk zoolog och etnolog.

## Biografi
Schjelderup-Ebbe var son till skulptörerna Axel Emil Ebbe (1868-1941) och Menga Schjelderup (1871-1945). Han var gift med Torbjørg Brekke och de hade sonen Dag Schjelderup-Ebbe, musikvetare, kompositör, musikkritiker och levnadstecknare.
Efter studentexamen studerade Schjelderup-Ebbe zoologi och fysiologi. Han avlade candidatus realiumexamen 1917. Efter fortsatta arbeten vid Lunds universitet 1920 blev han filosofie doktor vid universitetet i Greifswald 1921. År 1935 disputerade han för ännu en doktorsgrad på avhandlingen Über die Lebensfähigkeit alter Samen vid universitetet i Oslo.
I sin karriär var Schjelderup-Ebbe biträdande professor vid Botaniska museet i Lund 1919-1920, lektor vid universitetet i Greifswald 1920-1922, lektor vid Kölns universitetssjukhus 1924-1925 och professor i sociologi vid Université Nouvelle de Paris 1931.

## Forskning
Schjelderup-Ebbe beskrev rangordningen av höns i sin doktorsavhandling 1921.  Arbetet i denna var delvis baserad på hans observationer av sina egna kycklingar som han hade samlat in sedan 10-årsåldern.
Den dominanshierarki hos kycklingar och andra fåglar som han studerade ledde honom till observationen att dessa fåglar hade etablerat en ordning i vilken enskilda skulle tillåtas att komma till livsmedel, medan andra skulle behöva vänta på sin tur. Han införde för detta fenomen beteckningen hackordning.